# El Día (Bolivia)
El Día es un periódico boliviano editado en la ciudad de Santa Cruz de la Sierra.

## Historia
El diario El Día circuló por primera vez el 13 de octubre de 1987 gracias a la iniciativa de Luis Gutiérrez Dams. Diez años después fue adquirido por el grupo empresarial Garafulic Canelas, que lo relanzó bajo el nombre de El Nuevo Día. En octubre de 2000 la administración se asoció con el Grupo Prisa, un conglomerado español de medios, pasando a formar parte de un complejo multimedial formado por los diarios La Razón, Extra y el canal de televisión ATB.
En 2007 el Grupo Prisa se retira de Bolivia, vendiendo su participación en El Nuevo Día al economista Alfredo Leigue Urenda. Dos años después, en junio de 2009 el político Branko Marinkovic adquirió la totalidad de las acciones del diario, convirtiéndose en su nuevo propietario. Al asumir el nuevo dueño, el periódico retornó a su nombre original, pasando de El Nuevo Día a ser simplemente El Día, y realizó un cambio en su diseño.